# Henk Steijvers
Henk Steijvers (Susteren, 1949) is een Limburgse zanger en gitarist.
Hij was leraar op een LTS. Hij zingt, drumt en speelt gitaar.
Hij speelde in de dialectgroep Carboon samen met Jan Hendriks, Conny Peters, Jean Innemee en Ben Erkens. Deze groep maakte liedjes over de Limburgse mijnwerkers.
Verder speelt hij in de dialectgroep de Janse Bagge Bend.